# Fernando Vázquez Pena
Fernando Vázquez (ur. 24 października 1954 w O Pino) – hiszpański menadżer piłkarski.
Prowadził takie kluby jak hiszpańskie Racing de Ferrol czy Celta Vigo.